# Freeway 1 (Irak)

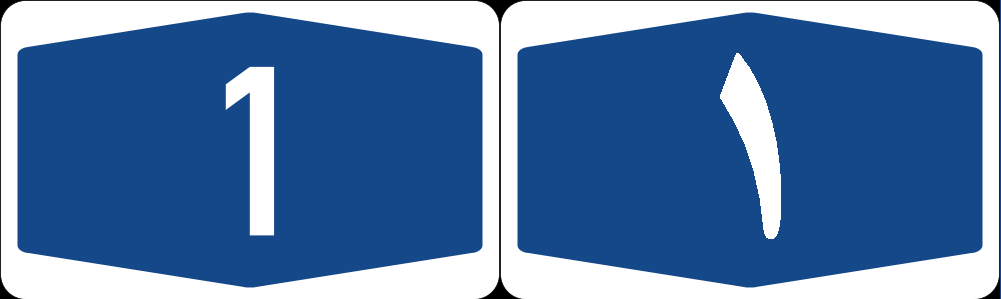

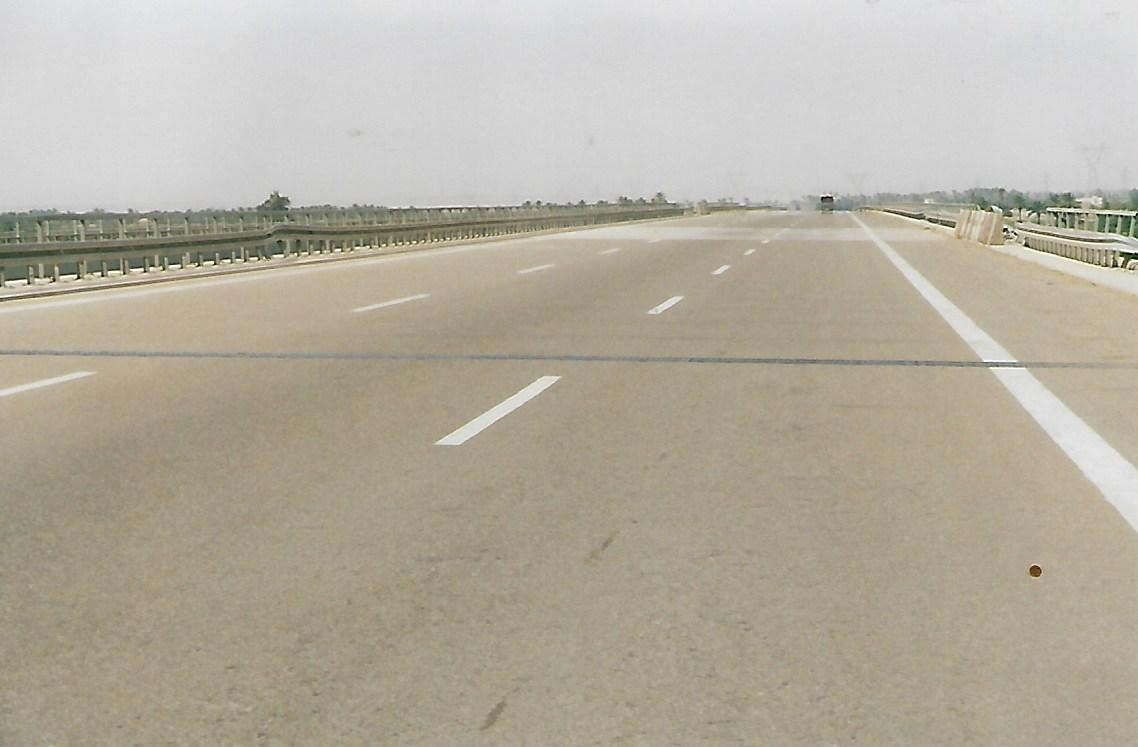
Freeway 1

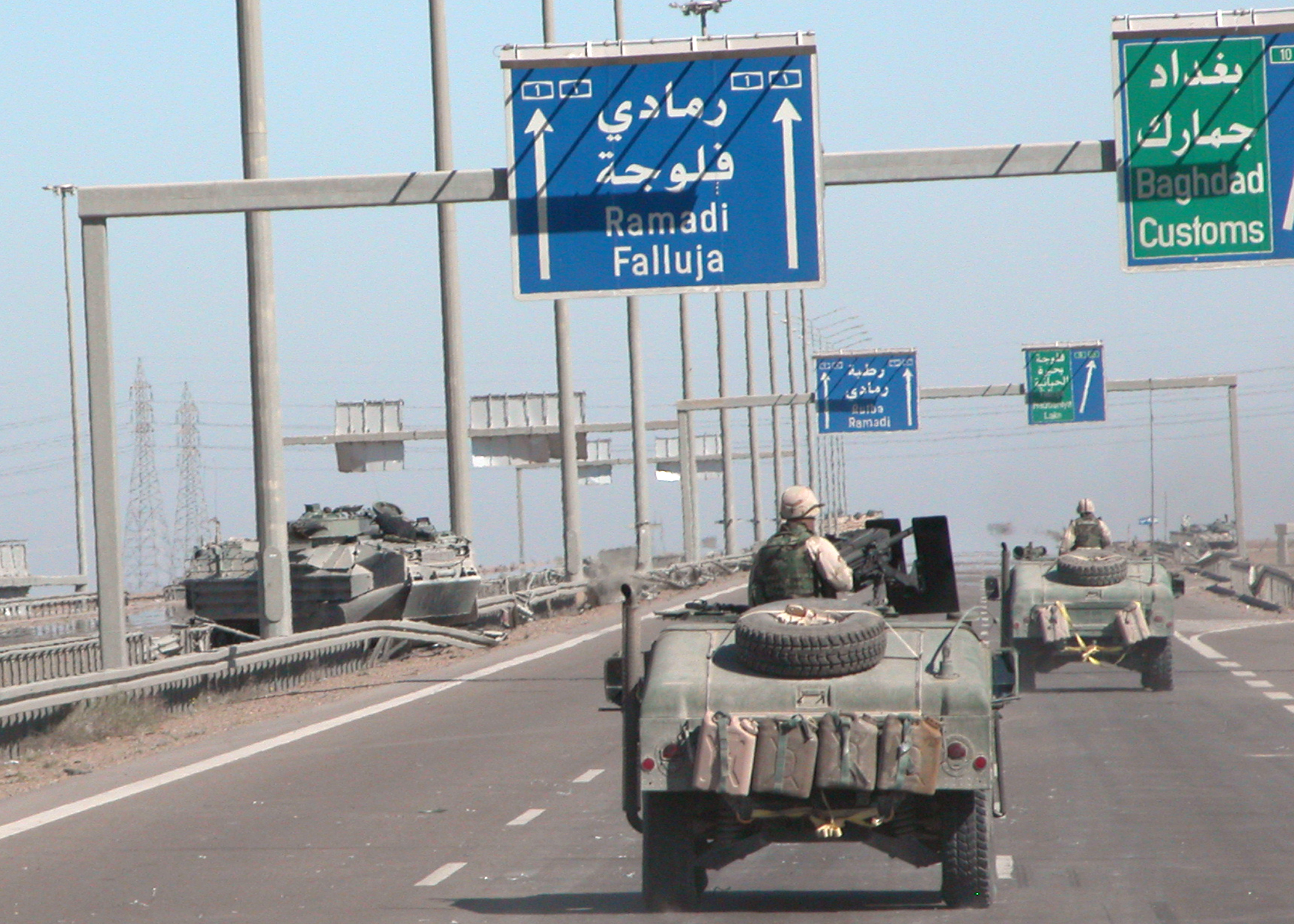
Freeway 1

Freeway 1 (Arabisch: طريق المرور السريع رقم 1) is een autosnelweg in Irak. De snelweg is 1200 kilometer lang en verbindt Basra, Nasiriyah, Bagdad, Falluja, Ramadi en Ar Rutba. Het plan voor de snelweg ontstond in 1983 na een bezoek van Saddam Hoessein aan de Verenigde Staten. Na de oorlog werd de snelweg hersteld.